# Gouro
Gouro è un comune del Ciad situato nel dipartimento di Lac-Ounianga, provincia di Ennedi Ovest